# 1950 en Russie
Chronologie de la Russie
- 1946
- 1947
- 1948
- 1949
- 1950
- 1951
- 1952
- 1953
- 1954

Cet article présente les faits marquants de l'année 1950 en Russie.

## Décès
- 8 janvier : Iefim Tcheptsov, peintre et enseignant russe puis soviétique (° 28 décembre 1874).
- 8 avril : Vaslav Nijinski, danseur russe (° 12 mars 1889).
- 2 juillet : Paul Chmaroff, peintre russe (° 22 septembre 1874).
- 9 août : Nikolaï Miaskovski, compositeur russe puis soviétique (° 20 avril 1881).
- 1er octobre : Alexeï Alexandrovitch Kouznetsov, homme politique russe puis soviétique (° 20 février 1905).